# Psihofizika
Psihofizika se ukvarja s preučevanjem odnosa med dražljaji in občutki, ki jih ti dražljaji sprožijo. Po navadi se psihofiziki ukvarjajo s kvantitativnim določanjem odnosa med intenziteto fizikalnih dražljajev in intenziteto ustreznih občutkov. 
Prvi je izraz "psihofizika" uporabil Gustav Theodor Fechner, za katerega rečemo, da je oče psihofizike. Fechner je po tem, ko si je v poskusih z opazovanjem sončnih peg tako poškodoval mrežnico, da se je moral umakniti v zasebnost, začel razmišljati o povezavi fizičnega in psihičnega. Svoje izpeljave, da odnos med dražljaji in občutki lahko opišemo z logaritemsko funkcijo, je utemeljil na Webrovem zakonu. Že pred Fechnerjem se je namreč s preučevanjem človeške sposobnosti razlikovanja različno močnih dražljajev ukvarjal Ernst Heinrich Weber, ki je ugotovil, da je sposobnost razlikovanja med intenzivnejšimi dražljaji slabša od sposobnosti razlikovanja med šibkejšimi dražljaji. Fechner je leta 1860 napisal knjigo Elemente der Psychophysik, v kateri je opisal tri psihofizikalne metode za merjenje absolutne in diferencialne občutljivosti ter utemeljil logaritemski psihofizikalni odnos.
Danes psihofiziko ločimo na dve področji. Prvo področje se ukvarja z merjenjem občutljivosti naših čutil in se mu reče esteziometrija. Esteziometrija se ukvarja z določanjem mej našega zaznavanja (pri katerih jakostih dražljaj zaznamo, pri katerih pa ne). Drugo področje psihofizike se ukvarja z merjenjem občutkov pri jasno zaznavnih dražljajih, čemur rečemo lestvičenje občutkov. Pri lestvičenju občutkov merimo subjektivne količine, npr. intenzivnost naših občutkov pri različnih dražljajih, naša mnenja, sodbe, stališča, prepričanja. Ta del psihofizike se torej ukvarja s kvantificiranjem subjektivnega in je osnova psihometriji, tj. vedi o merjenju psiholoških konstruktov (npr. osebnosti, inteligentnosti, psihomotoričnih spretnosti ...). 